# 3764 Holmesacourt
3764 Holmesacourt este un asteroid din centura principală, descoperit pe 10 octombrie 1980.